# رنو ویواستلا
رنو ویواستلا (Renault Vivastella) خودرویی است که در سال‌های ۱۹۲۹ تا ۱۹۳۹توسط رنوتولید شده‌است. طراحی آن خودروهای موتور جلو-محور عقب بوده است.